# Guillem Talarn
Guillem Talarn (op.1427- m.a.1491) fou un pintor gòtic català, col·laborador de Jaume Cirera. La seva obra més coneguda és el Retaule de Sant Miquel (1450-1451) per a Sant Pere de Terrassa en col·laboració amb Jaume Cirera.